# Државни савјет (Нигерија)
Државни савјет (енгл. Council of State) савјетодавни је орган предсједника Савезне Републике Нигерије.
Састоји се од: предсједника Републике (предсједавајући), потпредсједника Републике (потпредсједавајући), свих бивших предсједника Републике и предсједника влада, свих бивших главних судија, предсједника Сената, говорника Представничког дома, свих гувернера савезних држава и главног тужиоца.
Државни савјет савјетује предсједника Савезне Републике Нигерије по питањима: пописа становништва, давања помиловања, додјељивања државних одликовања, именовања чланова Независне националне изборне комисије, Националног судског савјета и Националне пописне комисије.